# Per Mathiesen
Per Anton Mathiesen (Kragerø, Telemark, 11 de març de 1885 – Sarpsborg, 2 de juny de 1961) va ser un gimnasta artístic noruec que va competir a començaments del segle xx.
El 1912 va prendre part en els Jocs Olímpics d'Estocolm, on va guanyar la medalla d'or en el concurs per equips, sistema lliure del programa de gimnàstica.